# خوسيه بريتو
خوسيه بريتو (بالفرنسية: José Brito)‏ هو دبلوماسي وسياسي سنغالي، ولد في 19 مارس 1944 في داكار في السنغال. انتخب سفير.